# Luka Špik
Luka Špik (født 9. februar 1979 i Kranj, Jugoslavien) er en slovensk tidligere roer og olympisk guldvinder.
Špik vandt guld i dobbeltsculler ved OL 2000 i Sydney sammen med Iztok Čop. Parret vandt sølv i samme disciplin ved OL 2004 i Athen og bronze ved OL 2012 i London. Han deltog også ved både OL 1996 i Atlanta og Sommer-OL 2008 i Beijing.
Špik og Čop vandt desuden tre VM-guldmedaljer i dobbeltsculler, i henholdsvis 1999, 2005 og 2007.

## OL-medaljer
- 2000:  Guld i dobbeltsculler
- 2004:  Sølv i dobbeltsculler
- 2012:  Bronze i dobbeltsculler